# Manuel García Prieto (periodista)
Manuel García Prieto (1901-1968) fue un periodista español oriundo de la ciudad de Córdoba.

## Biografía
Periodista de profesión, llegó a colaborar con publicaciones como Diario Liberal, Diario de Córdoba y el Informaciones de Madrid. Se retiró temporalmente de la labor periodística tras haber obtenido una plaza de funcionario municipal, aunque acabaría retomando su antigua profesión. Además de la prensa escrita, también trabajó para Radio Córdoba como reportero. Con el tiempo llegaría a dirigir la Hoja del Lunes que se editaba en la capital cordobesa, así como algunas revistas locales. En 1945 fue uno de los miembros fundadores de la Asociación de la Prensa de Córdoba. Correspondiente de la Real Academia de Córdoba, llegó a publicar varias obras y textos. Junto al periodista Marcelino Durán de Velilla publicó un libro sobre el comienzo de la Guerra civil en Córdoba. Falleció el 2 de junio de 1968.

## Obras
- —— (1939). 18 de julio. Episodios del glorioso Movimiento Nacional en Córdoba. Impr. Provincial [junto a Marcelino Durán de Velilla].